# Wolfgang Seel
Wolfgang Seel (Kirkel, 21 giugno 1948) è un ex calciatore tedesco, di ruolo centrocampista.

## Carriera
Ha segnato una doppietta nella finale di Coppa delle Coppe 1978-1979 in cui il suo Fortuna Düsseldorf ha perso per 4-3 contro il Barcellona.
Dal 1974 al 1977 ha giocato 6 partite in Nazionale.

## Palmarès

### Club

#### Competizioni nazionali
- Coppa di Germania: 2

F. Düsseldorf: 1978-1979, 1979-1980